# Oodnadatta Track
Az Oodnadatta Track az ausztrál Outback egyik legismertebb földútja, mely a Dél-Ausztráliai Marree és Marla településeket köti össze Oodnadatta településen keresztül. Az út sivatagos területen, időszakos folyók és többnyire kiszáradt tavak között halad, kietlen és néptelen tájon. A Marree és Oodnadatta közötti útszakasz jórészt az Ausztráliában legendás egykori Old Ghan vasútvonal pályája mentén halad, felszedett sínek, a semmi közepén álló vasútállomások romjai, többnyire kiszáradt folyók feletti vasúti hidak mellett. Kalandvágyó és vasúttörténeti emlékek iránt érdeklődő turisták körében igen népszerű útvonal. Teljes hossza 617 kilométer, de ehhez még jön egy kb. hatvan kilométeres földút-szakasz Lyndhurst és Marree között.

## Története

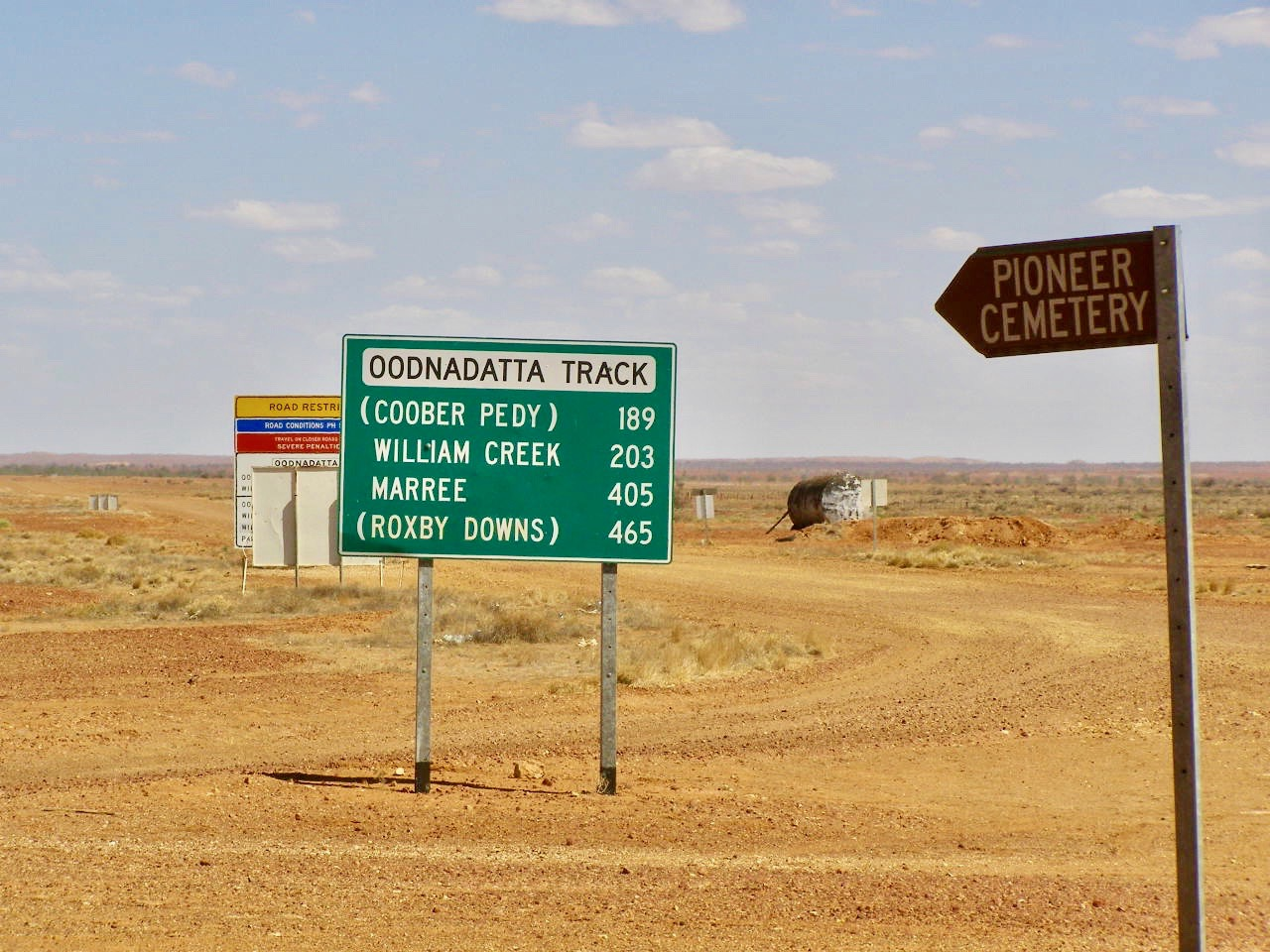

A környék első európai felfedezője Edward John Eyre volt 1840-ben, majd őt követte John McDouall Stuart, 1860 körül. Stuart útvonala mentén, mely maga is jórészt az őslakók történelemelőtti időkből való ösvényét követte, felépült a távíróvezeték, majd kistelepülések, birkafarmok jöttek létre. A Port Augusta felől észak felé tartó vasút 1883-ban érte el Marreet, 1891-ben Oodnadatta települést, majd évtizedekig ott volt a végállomása. Tovább észak felé tevekaravánok szállították az árut. Oodnadatta a kereskedők, tevék és afgán karavánvezetők városa lett, a vasúttal a korábban szélsőségesen elszeparált vidék gyors fejlődésnek indult. Később tovább folytatták  a vasútépítést észak felé, a vonal 1929-ben érte el Stuart, a mai Alice Springs városát. 
A folyamatos áradások, a pálya rossz állapota miatt végül a forgalmat a vonalon leállították, teljesen új pályát építettek jóval nyugatabbra. 1980-ban leállították a forgalmat a régi vonalon. A síneket felszedték, a talpfákat, műszaki berendezéseket, hidakat, víztartályokat és az állomásépületeket meghagyták. A vasút megszűnése  után környék hanyatlani kezdett. A felszedett sínek mentén húzódó földút lett az egyetlen közlekedési lehetőség több száz kilométeres távokon. Az útvonal 1980 körül, a régi vasút végállomása tiszteletére kapta az Oodnadatta Track nevet.

## Az útvonal leírása
Az Oodnadatta Track Marreeből indul, majd Oodnadatta érintésével Marlánál éri el a Stuart Highway országutat. A 617 kilométer hosszú földút gyakorlatilag lakatlan, félsivatagos tájon halad. A Marree és Ooadnadatta közötti szakaszon az út párhuzamosan fut az egykori The Ghan vasút vonalával. Ezen a szakaszon számtalan vasúttörténeti emlék, épületrom és természeti érdekesség található. Az út során egyetlen jelentősebb település van, a 270 fős Oodnadatta, innen az út a vasúttól elkanyarodva tart a Stuart Highway főútvonal felé. 

### Marree

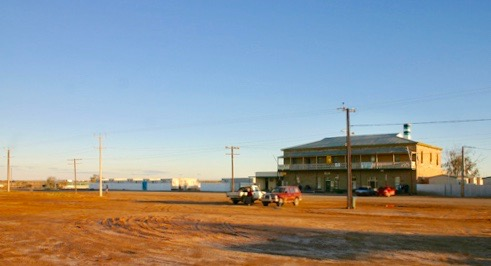
Marree

Az Oodnadatta Track kezdőpontja Marree kistelepülés. Marree a Port Augustától kiinduló B 83-as aszfaltúton közelíthető meg Quorn, Hawker, Leigh Creek, Copley és Lyndhurst településeken keresztül. Az aszfaltút Lyndhurst után pár kilométerrel már megszűnik. Lyndhurst után kb. húsz kilométerrel az egykoron virágzó, kórházzal, pékséggel, két pubbal rendelkező, a vasút távozása után egyetlen lakó nélkül maradt Farina romjai láthatók.
Marree egy hetven lakosú kistelepülés, kb. hetven kilométerre Lyndhursttól. Eredeti neve Herrgott Springs volt, melyet a terület egyik felfedezőjének, John McDouall Stuart munkatársának neve után kapott. Herrgott fedezte fel a település közelében lévő forrásokat. Az első világháború utáni németellenes érzelmek miatt kapta a település a Marree nevet. A várost 1883-ban érte el a Port Augusta felől épített, később The Ghannak nevezett vasút, mely hamarosan továbbépült Oodnadatta felé. 1957-ben a vasutat részben átépítették, ezután Marree lett a Port Augusta felől épült új, normál nyomtávú és az észak felé tartó régi, keskenyvágányú szakasz találkozási pontja. Ezekben az években volt a település virágkora. A vasút távozása után a város hanyatlani kezdett.  
A településen kempinghely, üzlet, egyszerűbb szálloda is található. Egykori, jó állapotban megőrzött vasútállomásán még mozdonyok és kocsik állnak. A város szélén néhány rozsdás mozdony is látható. Érdekesség még az egykori vasútállomáson található Arabunna Centre, mely az őslakók műalkotásait árusító és információs centrum. A város egyik különlegessége a temető, ahol három elkülönült szekció van, az európai, afgán és az őslakó. Még láthatók azok a nagyra nőtt pálmafák, melyeket a tevehajcsárok ültettek a XIX. század végén. Innen indul északkelet fele a Birdsville Track földút.

### A Marree és Oodnadatta közötti szakasz
Marree után egy kilométerrel az első érdekesség egy többnyire kiszáradt folyómeder feletti régi vasúti híd, ezt követi kb. 25 kilométerrel észak felé a második, majd később a harmadik elhagyott vasúti híd. A harmadik híd után közvetlenül található Wangiana Siding egykori vasútállomás romja a semmi közepén. Újabb kb. 20 kilométer után különleges látványosság egy roncsokból, régi kis repülőgépekből, autóbusz-maradványokból épített szoborpark, szintén távol minden lakott helytől.
Egy újabb vasúti híd után délnyugati irányba innen indul a Borefeld Road földút, majd az út eléri a Balatonnál is jóval nagyobb, többnyire részben, vagy teljesen kiszáradt és száraz sóval borított medrű Eyre tavat, mintegy hét kilométeren keresztül az út közvetlenül a tó partján vezet. Innen tíz kilométer a teljesen elhagyott Curdimurka Siding vasútmegálló. A mára néptelenné vált településen laktak a vasutat karbantartó munkások. Közvetlenül a település mellett az egykori vasúti víztartály, valamint a Stuart Creek patak vasúti hídja látható.
A következő, néhány lakosú település Coward Springs, ahol szintén néhány vasúti emlék látható, többek között az egykori rendbehozott állomásépület, egy földalatti víztartály. A település előtt néhány kilométerrel Margaret Siding állomás romjai és egy kb. harminc méteres forrástó látható. A következő érdekesség Beresford Siding állomás romja, majd egy kisebb forrástó. Újabb 15 kilométer után az egykori távíróvezeték ismétlőállomásának templomra emlékeztető romjai láthatók. Hamarosan William Creek következik. A három ember és egy kutya által lakott településen légkondicionált szállás, üzlet, vendéglő is található, de repülős kirándulásra is lehet menni. Érdekesség a második világháború alatt épített volt katonai repülőtér 1200 méteres, aszfaltozott kifutópályával és a már szokásos vasúti híd. Az út néhány kilométerre halad el Anna Creek és a közeli vasúti híd mellett. Anna Creek környékén  működik Ausztrália legnagyobb, 25000 négyzetkilométeres marhatenyésztő gazdasága. William Creek után hosszabb, érdekesség nélküli szakasz után a következő település az elhagyott Edwards Creek, romokkal és vasúti víztartállyal.
A következő érdekességek Warrina Siding állomás romjai és az úttól 10 kilométerre észak felé található a távíró ismétlőállomás romja. Az út az igen hosszú Algebukina Bridge vasúti híd mellett megy el. Még egy elhagyott állomás következik, a Mt.Dutton, majd az út megérkezik Oodnadattába.

### Oodnadatta

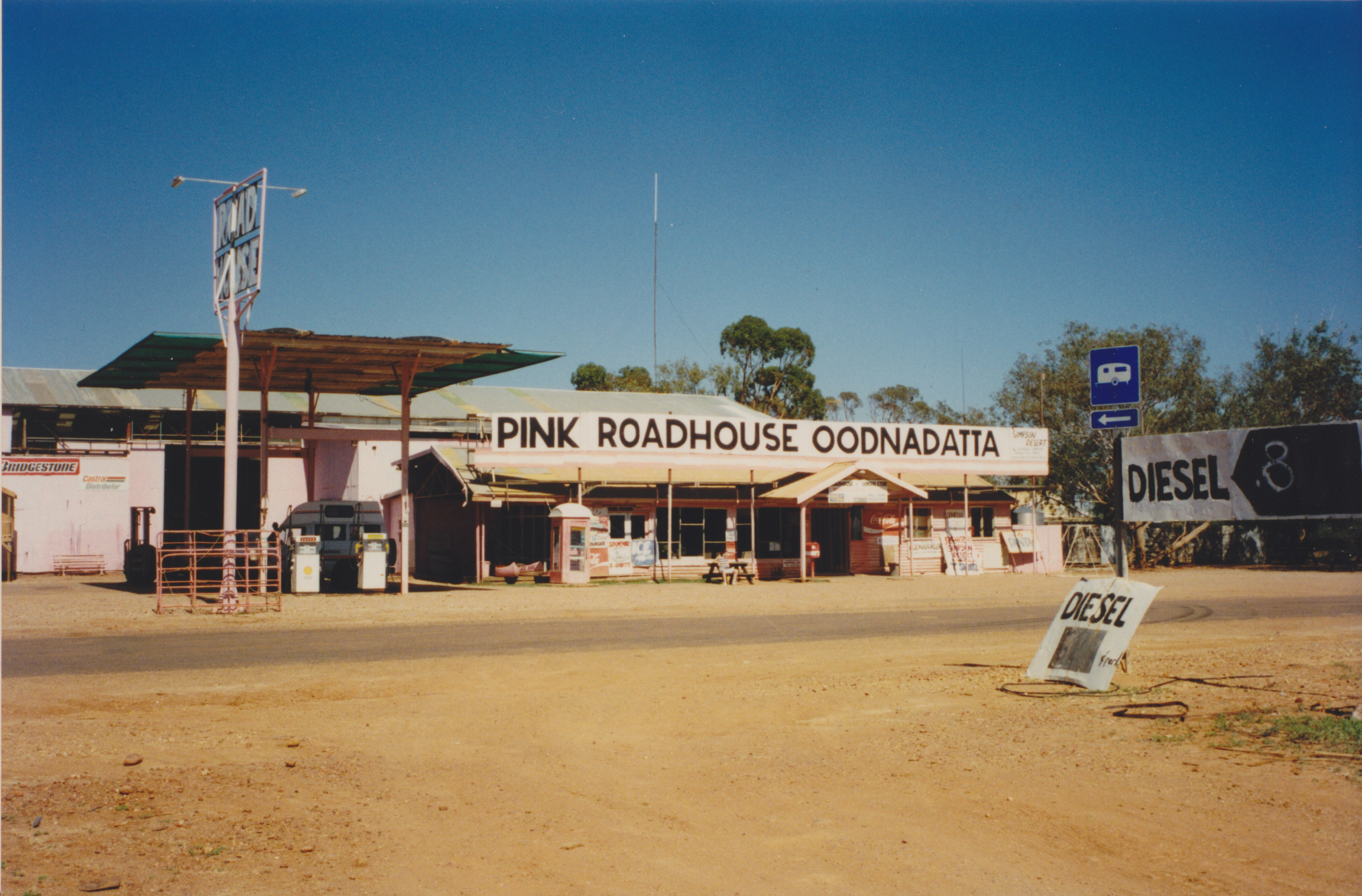
Az oodnadattai Pink Roadhouse fogadó

Oodnadatta egy kb. 270 fő lakosú kis település. 1891 és 1929 között a The Ghan vasút végállomás volt. A városból hetente indultak az afgán vezetők tevekaravánjai északi irányba. A város a tevék és afgánok városa lett néhány évtizedre. 1929-ben átadták az Oodnadatta és Stuart (Alice Springs) közötti újabb vasútszakaszt. A karavánok északabbra húzódtak, sok tevét szabadon eresztettek. Az egykor megbecsült afgán karavánvezetők a társadalom perifériájára szorult, megtűrt emberekké váltak. Sokan közülük Oodnadattában maradtak. A város a második világháború alatt érte el fénykorát, mikor csapatokat telepítettek a japánok által el nem érhető környékre. 
1980-ban átadták a teljesen új nyomvonalon járó Ghan vasutat, mely messze elkerülte a várost. A lakosság száma gyors ütemben csökkenni kezdett a csak több száz kilométeres földúton elérhető városban. A környék farmjain dolgozó aboriginalok (őslakók) kezdték felvásárolni az üresen álló házakat. 
A város központja a közismert, rózsaszínre festett Pink Roadhouse fogadó, melyet egy Sydneyből és Canberrából idetelepült fiatal pár vett meg, majd fejlesztett fel 1974-től kezdődően. Ők nevezték el a földutat az egykori vasúti végállomás tiszteletére Oodnadatta Tracknek. A város érdekessége még a rendbehozott és múzeumként üzemeltetett egykori állomásépület, a második világháború idejéből való repülőtér, az aboriginal iskola. A városban mérték Ausztrália legmagasabb hőmérsékletét, 50.7 fokot.
Oodnadattába az Oodnadatta Road földúton heti kétszer jár az utasokat is szállító postajárat Coober Pedyből, hetente egyszer hoznak kamionnal árut, üzemanyagot és ivóvizet.

### Oodnadatta és Marla között
Az út és az egykori vasút útvonala közvetlenül Oodnadatta határában kettéválik. Vasútbarátok tovább folytathatják a volt sínek követését északi irányba a csak terepjáróval járható Old Ghan Heritage Trail mentén, Alice Springsig. Az Oodnadatta Track a város után nyugatnak fordul, Marla felé. Oodnadattából egy másik földút is indul nyugati irányba Coober Pedybe, ez az Oodnadatta Road, nem tévesztendő össze az Oodnadatta Trackkel. 
Mivel az út innen már nem követi a vasút nyomvonalát, a továbbiakban vasúti emlékek és egyéb érdekességek nincsenek. Továbbra is lapályos területen, vízmosások között, teljesen lakatlan területen halad az út, míg el nem éri a Stuart Highway országutat Marlánál. A semmi különös érdekességet nem tartogató kis településen benzinkút, szerelőműhely, segélyhely, bevásárlási lehetőség és szállás is található. Marlától dél felé lehet utazni a kifogástalan minőségű Stuart Highway országúton Coober Pedy, Port Augusta és Adelaide irányában, vagy észak felé Alice Spings és Darwin felé, ezen az úton végig Greyhound autóbuszjárat is van. Marlában kívánság esetén megáll az Adelaide és Darwin között közlekedő új The Ghan vonat. A Marlához legközelebbi, menetrendszerű nagy gépeket fogadó repülőtér Coober Pedyben van.

## Biztonsági szabályok

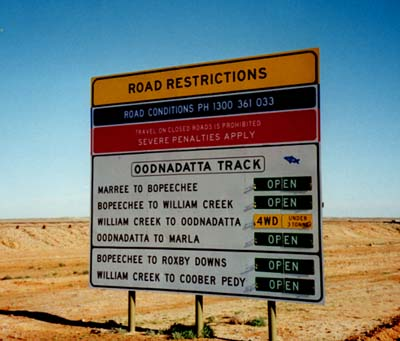
Útinformtábla

Az Oodnadatta Track egy szilárd burkolattal nem rendelkező földút. Az ilyen utak elnevezése „unsealed road”, „gravel road”, vagy egyszerűen „dirt road” (piszkos út). Száraz időben jól használható, eső után gyakran csak terepjáróval, vagy egyáltalán nem járható. A lapályos terület miatt rengeteg kisebb, többnyire kiszáradt vízfolyás található, melyeken nem vezet híd, át kell gázolni a medren. Előfordulhatnak özönvízszerű esőzések, ekkor rövid idő alatt áradások jönnek létre.
Az útvonal normál időjárási viszonyok között személyautóval is bejárható, fontos a napra kész figyelmeztető táblákon ajánlottak betartása, miszerint az út nyitva van minden autó számára, csak terepjáróval járható, avagy többnyire áradások miatt zárva van. Az előírásokat megszegők komoly veszélynek és jelentős bírságnak teszik ki magukat. A jármű műszaki állapotának jónak kell lennie, fontos a tartalékgumi, megfelelő benzinkészlet. Nyáron a rendkívül meleg klíma miatt nem tanácsos elindulni, legmegfelelőbb időszak az ottani tél, amikor nappal mérsékelt meleg van, viszont éjjel lehűlhet fagypontig is a hőmérséklet. Az utazóknak több napra elegendő vizet és élelmet tanácsos magukkal vinni. Pontos térkép feltétlenül szükséges, GPS vagy navigátor, műholdas telefon nagyon ajánlott, utóbbit turisták számára bérelni is lehet. 
Éjszaka semmilyen körülmények között nem ajánlják a vezetést, vagy időben el kell érni az egyik települést, vagy legalább le kell állni. A természeti értékeket és építészeti emlékeket, elhagyott hidakat fokozott óvatossággal kell megközelíteni a balesetek elkerülésére, ilyen helyeken ügyelni kell a veszélyes állatokra (mérgeskígyók, pókok, stb.). Forrásvizet nem szabad inni. Baj esetén semmiképpen nem ajánlják a jármű elhagyását, hacsak a következő település bizonyosan nincs messzebb néhány kilométernél. Noha a járműforgalom csekély, néhány órán belül valószínűleg jár arra autós, akitől segítséget lehet kérni, de az úton rendszeres rendőri járőrözés is van. Üzemanyag, szerelőműhely, vontató, szállás, üzlet csak Marreeben, Oodnadattában, William Creekben és Marlában található bizonyosan. Orvosi segítség csak Oodnadatta és Marree városokban van, a legközelebbi kórház Coober Pedyben található. Végszükség esetén a légimentő szolgálatot lehet igénybe venni. Az orvosi ellátás magas költségei miatt az utasbiztosítás nagyon ajánlott.